# 盲流
盲流（もうりゅう）とは、中華人民共和国において、1950年代から発生している農村から都市への盲目的な人口の流入のことである。また1990年代においても貧しい農村地域からも、賃金収入を求めて大量の労働者である「農民工」とその家族が都市への流入も、このように呼ばれたが、後に「民工潮」と言い表されるようになった。

## 歴史

### 改革開放以前
第1次5カ年計画（1953年から1957年）の開始以来、1978年12月の中国共産党第十一期中央委員会第三回全体会議（中共11期3中全会）まで一貫して、国営の重工業部門が中国経済の中核に位置した。資本集約型の近代産業化という発展方式のもと貧しい農業国段階を脱し、豊かな社会主義国家を実現しようとしたのである。しかし、重工業部門が立地するのは都市であり、重工業化の進展は都市労働者の増加を招き、それに見合う食料の供給を要求する。他方当時の中国農業の所得水準と労働生産性は低く、農村での食料の自家消費比率が高くなり、そのため都市に向けての商品化食料は乏しかった。そこで1953年11月の『食料の計画買付けと計画供給の実行に関する命令』により、「統一買付・統一販売」制度が設けられた。この制度の下では、農民は食糧を私営商人に販売することが禁じられ、すべての余剰部分を国家の定めた低い買付価格により国家指定の商業部門に売り渡すことが強要され、その食料は都市住民に低価格で統一的に販売された（統一買付・統一販売）。こうして都市・農村の二元的役割分担が進む中、都市工業化の進展による雇用機会の増加、「統一買付・統一販売」制度の実施による農村における食料危機、農村余剰食糧を確実に吸収することを狙った農業集団化に起因する農民の生産意欲の低下、国営企業の各種福利厚生サービスを含む都市・農村間の経済格差の発生により、1950年代には農村から都市への大規模な人口流入が発生した。都市人口は1953年の7800万人台から1959年の1億2300万人台へと4500万人も増加した。これにより都市では、流入人口による職業・食料・生活用品・住居の不足と国家の都市に対する負担が過重になった。他方農村では、労働力の流出により農業生産が打撃を受けるようになった。そこで政府は、1953年から1958年にかけて数次の指示・通知により、農村から都市への盲目的流入いわゆる「盲流」を禁止するように呼びかけた。しかしながらこうした規制や、都市から農村への強制送還も効果が薄かった。政府は農村労働力管理システムとしての農村の集団化（のちに人民公社につながる）や都市部から農村部への大規模な政策的人口移動（いわゆる「下放運動」といった一連の政策をとると同時に、人口管理の法的システムを整えるために戸籍管理制度の整備・確立をはかる方針に進んだ。

### 改革開放以後
1978年の中共11期3中全会で「改革開放」路線が打ち出され、生産責任制などにより市場経済への移行が進むにともない、安価な賃金を前提とする労働力市場の拡大が中国経済の拡大を支えるという構図を確立する一方、安価な労働力を確保する必要性が、労働者の権利をなおざりにする傾向を助長した。貧しい農村地域からも、賃金収入を求めて大量の労働者である「農民工」とその家族が都市へ流入した。当初は「盲流」すなわち目的なき（人口）流動と呼ばれたこの人たちは、後に「民工潮」と言い表され、都市と農村をつなぎ、伝統的二重構造を崩壊させる存在として注目された。しかし、彼らは職を得て都市に定住しても、戸籍は出身地の農村に置かれたままになり、都市戸籍を得られるわけでない。このような「農民工」の多くは、二級市民として差別され、貧困から抜け出せない生活を余儀なくされた。